# Лесные Поляны (Ульяновская область)
Лесные Поляны — посёлок в Тереньгульском районе Ульяновской области. Входит в состав Красноборского сельского поселения.

## История
Посёлок основан в начале XX века семейством симбирских мещан Хреновых, выходцами из Эстонии. 
Во времена Столыпинской аграрной реформы (1906—1913) крестьяне начали получать земли. Так на территории рядом с селом Зеленец Собакинской волости Сенгилеевского уезда Симбирской губернии стали появляться новые поселения: посёлок Второй Зеленец (Зеленец 2)(заселённый эстонцами) и хутора: Демычевых, И. Л. Столярова, А. И. Пантюхина, «Большая и Малая Поляна» А. И. Дубровина, «Моховой» А. И. Дубровина, Унжина и Дубровских, Борисова и Конаева, Богданова и Овчинникова, Карпеева, Е. И. Толкачева, Назаровых. На 1913 год в Симбирском уезде было два одноимённых хутора: Хутор «Хреновский» или «Широкодольный (ныне Широкий)» (эстонцы) у с. Ключищи (ныне с. Большие Ключищи), находившееся в 23 км от Симбирска, в котором в 11 дворах жило 59 человек (29 м. и 30 ж.), и Хутор Хренова (русские) (станет хутором Широкодольный), при деревне Растовке (ныне в Цильнинском районе), находившееся в 55 км от Симбирска, в котором в 1 дворе жило 7 человек (3 м. и 4 ж.). 
Но Первая мировая война, две революции 1917 года, Гражданская война не дали крестьянам развить своё хозяйство. Во времена НЭПа (1922—1928), Хреновы переселились в окрестности села Зеленец Зеленецкого с/с Теренгульской волости Ульяновского уезда Ульяновской губернии. Здесь они обустроили конский завод, при котором со временем образовался сначала хутор, а затем посёлок — Хренов Хутор. Хреновы считались большими знатоками лошадей. Особенной славой пользовался Михаил Петрович Хренов (1879—1930). 
На 1926 год посёлок Хренов Хутор входил в состав Зеленецкого с/с Теренгульской волости Ульяновского уезда Ульяновской губернии.
С Коллективизацией (1928—1937), спасаясь от раскулачивания, Михаил Петрович «обобществил» свой последний хутор, что не спасло его от клейма лишенца, от безработицы и нищеты. 23 октября 1930 года, на 52-м году жизни, Михаила Петровича не стало. По преданию после смерти хозяина произошёл страшный пожар, где погибло множество поселенцев. Поэтому в официальных документах посёлок не записан. Оставшиеся хуторяне отстроились заново, но, вскоре Хренов Хутор вновь подожгли, но уже соседи. 
С 1928 года по 1935 год посёлок входил в состав Кузоватовского района Средне-Волжского края. Затем вошёл в состав Тереньгульского района. С 1943 года — в Ульяновской области.
В 1960 году указом Президиума Верховного Совета РСФСР посёлок Хренов Хутор переименован в Лесные Поляны.

## Население
| 2010 |
| ---- |
| 2    |

На 17.12.1926 год в посёлке Хренов Хутор в 20 дворах жило 111 человек.